# Garufa (tango)
Garufa es un tango cuya letra pertenece a Roberto Fontaina y Víctor Soliño en tanto que la música es de Juan Antonio Collazo, que fue grabado por Alberto Vila en noviembre de 1928 y alcanzó gran difusión. La palabra del título alude al apodo del personaje retratado, proveniente de una familia humilde y afecto a la diversión, y es una voz lunfarda que significa algarabía, fiesta y, por extensión, a la persona que gusta de ellas.

### Los autores
Roberto Fontaina (Montevideo, Uruguay, 3 de enero de 1900 – ídem, 15 de febrero de 1963) fue un letrista y comediógrafo coautor de la letra de Garufa escribió además otros tangos de gran difusión como, Niño bien y Mama yo quiero un novio, entre otros, caracterizados por una visión humorística.
Víctor Soliño Seminario (Bayona, Pontevedra, 10 de septiembre de 1897 - Montevideo, 13 de octubre de 1983) fue un periodista, letrista de tango y poeta coautor de las letras de los tangos Garufa, Niño bien, Adiós, mi barrio, Mama...¡Yo quiero un novio! y Maula. También fue autor de letras de folclore, murga y otros géneros musicales.
Juan Antonio Collazo (Montevideo, Uruguay, 6 de agosto de 1896 – ídem 15 de diciembre de 1945), cuyo nombre completo era Juan Antonio Collazo Patalagoiti, fue un músico  y compositor  con una productiva carrera en su país que hizo la música de Garufa y también la de Niño bien, sobre letra de Víctor Soliño.

### La Troupe ateniense
Los tres autores formaron parte del grupo conocido como la Troupe ateniense, una asociación que se formó en 1922, por mano de un grupo de estudiantes universitarios de derecho, y actuó hasta 1930. Su nombre no se refiere a la Grecia antigua, sino al Club Atenas, un famoso equipo de baloncesto montevideano del que algunos de los integrantes del grupo formaban parte. Los espectáculos de la Troupe ateniense que se solían estrenar en primavera, estaban compuestos de breves escenas cómicas y partes musicales. El carácter de las mismas era abiertamente paródico, ironizando a menudo sobre personas o eventos de moda y adoptando el travestismo (los atenienses eran todos hombres).
Los atenienses tuvieron mucho éxito en Montevideo e incluso llegaron a actuar triunfalmente en distintas ocasiones en Buenos Aires. Pese al abandono de las escenas a fines de 1930, el grupo se reunió en 1931 y 1932 para organizar un «Salón de Harte Ateniense» con evidente intento caricaturesco de las corrientes artísticas del momento. En ocasión del segundo salón publicaron un volumen de poesía, Aliverti liquida, que se considera uno de los libros verbovisuales más destacados de las vanguardias latinoamericanas.
Alentados por el éxito que había tenido su tango Niño bien, Soliño y Fontaine se propusieron trabajar en una letra que fuera un retrato de algunos personajes de su época, con la fórmula de los tangos que estaban de moda, pero en forma satírica, reaccionando así contra una tendencia del tango que estimaban demasiado melodramática; así nació Garufa, al que entre 1927 y 1928 le puso música Juan Antonio Collazo. Presentado -y aprobado- ante los compañeros de La Troupe, Marcos Caplán lo cantó en el teatro y Alberto Vila lo grabó dándole rápida difusión en ambas orillas del Río de la Plata.
En Argentina lo estrenó Rosita Quiroga y como la letra contenía algunas referencias locales, se alteró ligeramente para una mejor comprensión por parte del público.

### La letra
En la letra original lo vieron a Garufa "en la calle San José" (de Montevideo), una calle que aún existe en el Centro y donde entonces había muchos establecimientos de mala fama. Como en Buenos Aires existía otra calle San José pero sin esas características, en la nueva letra la sustituyen por "el Parque Japonés" que era un parque de diversiones cercano a la estación Retiro que también tenía lugares para bailar.
Se mantuvo en cambio “La Mondiola”, que era donde la "Troupe Ateniense" tenía su sede y es un barrio de Montevideo en los alrededores a la actual Av. Rivera entre las calles Gabriel Antonio Pereira y la actual Luis Alberto de Herrera, entonces era una zona alejada de la ciudad, con ranchos, casitas de madera de uno o dos ambientes, habitada por personas modestas donde podían desarrollar una vida libertina y bohemia.

## Grabaciones
Entre las distintas grabaciones de Garufa pueden citarse:
- Alberto Vila, con guitarras (1928)
- Carlos Spaventa, con guitarras (1928)
- Carlos Dante con la orquesta de Rafael Canaro (1929)
- Alfredo Arrocha con la orquesta de Héctor Stamponi (1948)
- Nina Miranda con la orquesta de Donato Racciatti (1953)
- Agustín Irusta (1955)
- Alberto Castillo con la orquesta de Osvaldo Requena (1960)
- Tita Merello con la orquesta de Carlos Figari (1968)
- Edmundo Rivero, con guitarras (1975)
- Elba Berón con el Cuarteto Miguel Nijensohn - "A Puro Tango"
- Enrique Dumas, con orquesta
- Malena Muyala, cantando la letra original, con arreglos de Fredy Pérez, en su álbum "Pebeta de mi barrio", de 2012.